# Liisa Kauppinen
Liisa Kauppinen (née le 12 mai 1939 à Nurmo en Finlande) est une militante sourde au niveau mondial et ancienne présidente de la Fédération mondiale des sourds.
Elle reçoit en 2013 le prix des droits de l'homme des Nations unies.

## Biographie
Liisa Kauppinen est née entendante à Nurmo le 12 mai 1939. Puis quelques années après, elle est devenue sourde.
Liisa Kauppinen, présidente de la Fédération mondiale des sourds de 1995 à 2003, recevra le prix des droits de l'homme des Nations unies lors de la Journée des Nations unies pour les droits de l'homme le 10 décembre 2013 à New York. Le prix des droits de l'homme des Nations unies est un prix honorifique décerné tous les cinq ans à des individus et à des organisations en reconnaissance de leurs réalisations exceptionnelles en matière de droits humains. Il est comparé au prix Nobel de la paix, mais ce prix ne s'accompagne d'aucun argent.
Liisa Kauppinen rejoint une liste de lauréats du prix des Nations unies pour les droits de l'homme, comme Eleanor Roosevelt, ex-première dame des États-Unis, Martin Luther King, l'ancien président sud-africain Nelson Mandela, Jimmy Carter, ancien président des États-Unis, Louise Arbour, ancienne haut-commissaire des Nations unies aux droits de l'homme, et bien d'autres.
Femme d'exception, Liisa Kauppinen a servi la Fédération mondiale des sourds (World Federation of the Deaf, WFD) pendant plus de 30 ans. Elle est devenue la première femme présidente de la WFD en 1995, après avoir été vice-présidente (à partir de 1983) et secrétaire générale (à partir de 1987). Elle a été directrice exécutive de l'Association finlandaise des sourds de 1976 à 1987 et de 1991 à 2006. Elle a travaillé activement avec les dirigeants d'organisations internationales de personnes handicapées à la fois en tant que membre et en tant que présidente de l'organe directeur de l'International Disability Alliance. Présidente émérite de la WFD depuis 2003 et présidente honoraire de la WFD depuis 2011, elle a inspiré les communautés sourdes à l'échelle internationale, une «voix» articulée et intelligente sur la nécessité de défendre explicitement les droits humains des personnes sourdes aux niveaux local, national et international. Grâce à son engagement, de nombreux pays reconnaissent aujourd'hui officiellement leurs cultures sourdes et leurs langues des signes nationales. 
Liisa Kauppinen a été particulièrement efficace pour inclure des références aux langues signées, aux cultures sourdes, aux communautés sourdes et à l'identité des personnes sourdes dans la Convention des Nations Unies relative aux droits des personnes handicapées (CDPH). Cependant, le travail du Dr Kauppinen dans le domaine des droits de l'homme ne porte pas exclusivement sur les droits des personnes sourdes, mais aussi sur les droits humains de façon plus large. Elle a fait la promotion des droits des femmes et des femmes handicapées en coopérant avec d'autres militants des droits humains, des représentants des gouvernements et des organisations non gouvernementales internationales.
La passion de Liisa Kauppinen pour le travail international a conduit à plusieurs projets de coopération au développement dans des domaines tels que le développement organisationnel, la documentation en langue des signes, les services d'interprétation en langue des signes et les projets de formation aux droits humains avec les communautés sourdes en Afrique, en Asie Centrale, en Asie du Sud-Est, dans les Balkans et en Russie. Le travail de Liisa Kauppinen s'est traduit par l'augmentation du nombre de pays membres de la Fédération mondiale des sourds; une augmentation de 71 pays entre 1983 et 2003. Les personnes sourdes dans ces régions bénéficient maintenant d'associations et de meilleurs services pour les sourds, d'une reconnaissance accrue et du soutien continu de la WFD. Même si elle est maintenant à la retraite, elle continue de s'impliquer dans le travail de la WFD en tant que conseillère bénévole au secrétariat de la WFD à Helsinki, en Finlande, le pays où elle est née et a grandi.
Le président actuel de la WFD, Colin Allen, a été très inspiré par les réalisations de Liisa lors de la récente réunion de haut niveau des Nations unies sur le handicap et le développement: "Ce n'est que lorsque les gouvernements respecteront leurs obligations en vertu de la Convention des Nations Unies relative aux droits des personnes handicapées que les personnes sourdes ont accès à l'égalité dans leur vie quotidienne." Ce n'est qu'alors que l'ambition de Liisa, après une vie entière dévouée pour que les personnes sourdes accèdent à l'égalité, sera atteinte.

### Fédération mondiale des sourds
Dans les années 1980, Liisa Kauppinen entre à la Fédération mondiale des sourds (FMS), où elle est élue vice-présidente en 1983. En 1987, elle occupe le poste de secrétaire générale. Première femme à prendre la tête de la Fédération, elle en sera la présidente de 1995 à 2003. Entre 1983 et 2003, le nombre de pays membres de la FMS augmente rapidement grâce à cette militante : 71 pays membres sont désormais affiliés.
À la retraite, elle est conseillère bénévole auprès de la Fédération mondiale des sourds. 

#### Parcours dans la Fédération mondiale des sourds
- Vice-Présidente : 1983-1987
- Secrétaire générale : 1987-1995
- Présidente : 1995-2003
- Présidente émérite depuis 2003
- Présidente d'honneur depuis 2011

## Association finlandaise des sourds
Elle est présidente de l'Association finlandaise des sourds de 1976 à 1987 puis de 1991 à 2006.

## Prix des droits de l'homme des Nations unies
Liisa Kauppinen reçoit, en 2013, le prix des droits de l'homme des Nations unies en pleine Journée internationale des droits de l'homme du 10 décembre 2013 à New York.

## Distinctions et récompenses
- Prix Edward Miner Gallaudet Award par l'université Gallaudet en 1991[9]
- Diplôme honorifique de l'université Gallaudet[10] en 1998
- Présidente émérite de la Fédération mondiale des sourds depuis 2003
- Présidente d'honneur de la Fédération mondiale des sourds depuis 2011
- Docteur honoris causa du Trinity College de Dublin, en 2013[11]
- Prix des droits de l'homme des Nations unies en 2013